# Un week-end à Napa
Pour plus de détails, voir Fiche technique et Distribution.
Un week-end à Napa (Wine Country) est un film américain réalisé par Amy Poehler, sorti en 2019.

## Synopsis
Une bande d'amies quinquagénaires se réunit tout un week-end pour célébrer le cinquantième anniversaire d'une des leurs dans la vallée de Napa. Bien décidées à profiter de ce moment, les amies s'enivrent plus que de raison. Avec l'alcool, les langues se délient révélant ainsi de vieilles rancunes, jusqu'à remettre en cause leur amitié.

## Fiche technique
- Titre : Un week-end à Napa
- Titre original : Wine Country
- Réalisation : Amy Poehler
- Scénario : Emily Spivey et Liz Cackowski (en)
- Pays d'origine : États-Unis
- Genre : comédie
- Date de sortie : 2019

## Distribution
- Amy Poehler (VF : Valérie Nosrée) : Abby
- Rachel Dratch (VF : Marie-Laure Dougnac) : Rebecca
- Ana Gasteyer (VF : Marjorie Frantz) : Catherine
- Maya Rudolph (VF : Barbara Delsol) : Naomi
- Paula Pell : Val
- Emily Spivey (VF : Marie-Madeleine Burguet Le Doze) : Jenny
- Jay Larson (VF : Jean Rieffel) : Brian
- Tina Fey (VF : Karine Texier) : Tammy
- Brené Brown : Elle-même
- Jason Schwartzman (VF : Stanislas Forlani) : Devon
- Cherry Jones : Lady Sunshine